# Golfe Triste

Le golfe Triste est un golfe de la côte du Venezuela, sur la mer des Caraïbes. Il se situe entre Tucacas et Puerto Cabello et baigne les États vénézuéliens de Falcón, de Yaracuy et de Carabobo. 
Il reçoit les eaux de l'Aroa et du Yaracuy.